# Каріамоподібні
Каріамоподібні (Cariamiformes) — ряд кілегрудих птахів. Включає два сучасних вида — каріаму червононогу (Cariama cristata) та каріаму чорноногу (Chunga burmeisteri) з родини каріамових, та численні викопні форми. У викопному стані ряд відомий з палеоцену. Найдавнішим достовірним представником каріамоподібних є Paleopsilopterus з Бразилії.

## Поширення
Сучасні представники ряду поширені в Південній Америці. У викопному стані трапляються також в Північній Америці та Європі, а фороракосові також виявлені в Марокко та Антарктиді.

## Особливості
Каріамоподібні — великі або середнього розміру птахи. Серед викопних форм багато нелітаючих видів. Більшість каріамоподібних хижаки, хоча Strigogyps був рослинноїдним. Фороракосові були домінантними хижаками у Південній Америці впродовж палеоцену-пліоцену.

## Представники
- Cariamidae
- †Ameghinornithidae[1]
- †Bathornithidae
- †Elaphrocnemus[2]
- †Idiornithidae
- †Phorusrhacidae
- ?†Qianshanornithidae
- †Salmilidae

## Філогенія
Молекулярно-філогенетичні дослідження показали, що каріамоподібні є базальними у групі, що об'єднує соколоподібних, папугоподібних і горобцеподібних.
Кладограма, що відображає еволюційні зв'язки каріамоподібних:
|  | Falconiformes (соколи)                                                                     |
|  |                                                                                            |
|  | \| \| Psittaciformes (папуги) \| \| \| \| \| \| Passeriformes (горобцеподібні) \| \| \| \| |
|  |                                                                                            |
|  | Psittaciformes (папуги)                                                                    |
|  |                                                                                            |
|  | Passeriformes (горобцеподібні)                                                             |
|  |                                                                                            |

|  | Psittaciformes (папуги)        |
|  |                                |
|  | Passeriformes (горобцеподібні) |
|  |                                |

|  | Falconiformes (соколи)                                                                     |
|  |                                                                                            |
|  | \| \| Psittaciformes (папуги) \| \| \| \| \| \| Passeriformes (горобцеподібні) \| \| \| \| |
|  |                                                                                            |
|  | Psittaciformes (папуги)                                                                    |
|  |                                                                                            |
|  | Passeriformes (горобцеподібні)                                                             |
|  |                                                                                            |

|  | Psittaciformes (папуги)        |
|  |                                |
|  | Passeriformes (горобцеподібні) |
|  |                                |

|  | Falconiformes (соколи)                                                                     |
|  |                                                                                            |
|  | \| \| Psittaciformes (папуги) \| \| \| \| \| \| Passeriformes (горобцеподібні) \| \| \| \| |
|  |                                                                                            |
|  | Psittaciformes (папуги)                                                                    |
|  |                                                                                            |
|  | Passeriformes (горобцеподібні)                                                             |
|  |                                                                                            |

|  | Psittaciformes (папуги)        |
|  |                                |
|  | Passeriformes (горобцеподібні) |
|  |                                |

|  | Falconiformes (соколи)                                                                     |
|  |                                                                                            |
|  | \| \| Psittaciformes (папуги) \| \| \| \| \| \| Passeriformes (горобцеподібні) \| \| \| \| |
|  |                                                                                            |
|  | Psittaciformes (папуги)                                                                    |
|  |                                                                                            |
|  | Passeriformes (горобцеподібні)                                                             |
|  |                                                                                            |

|  | Psittaciformes (папуги)        |
|  |                                |
|  | Passeriformes (горобцеподібні) |
|  |                                |